# Ma'bara

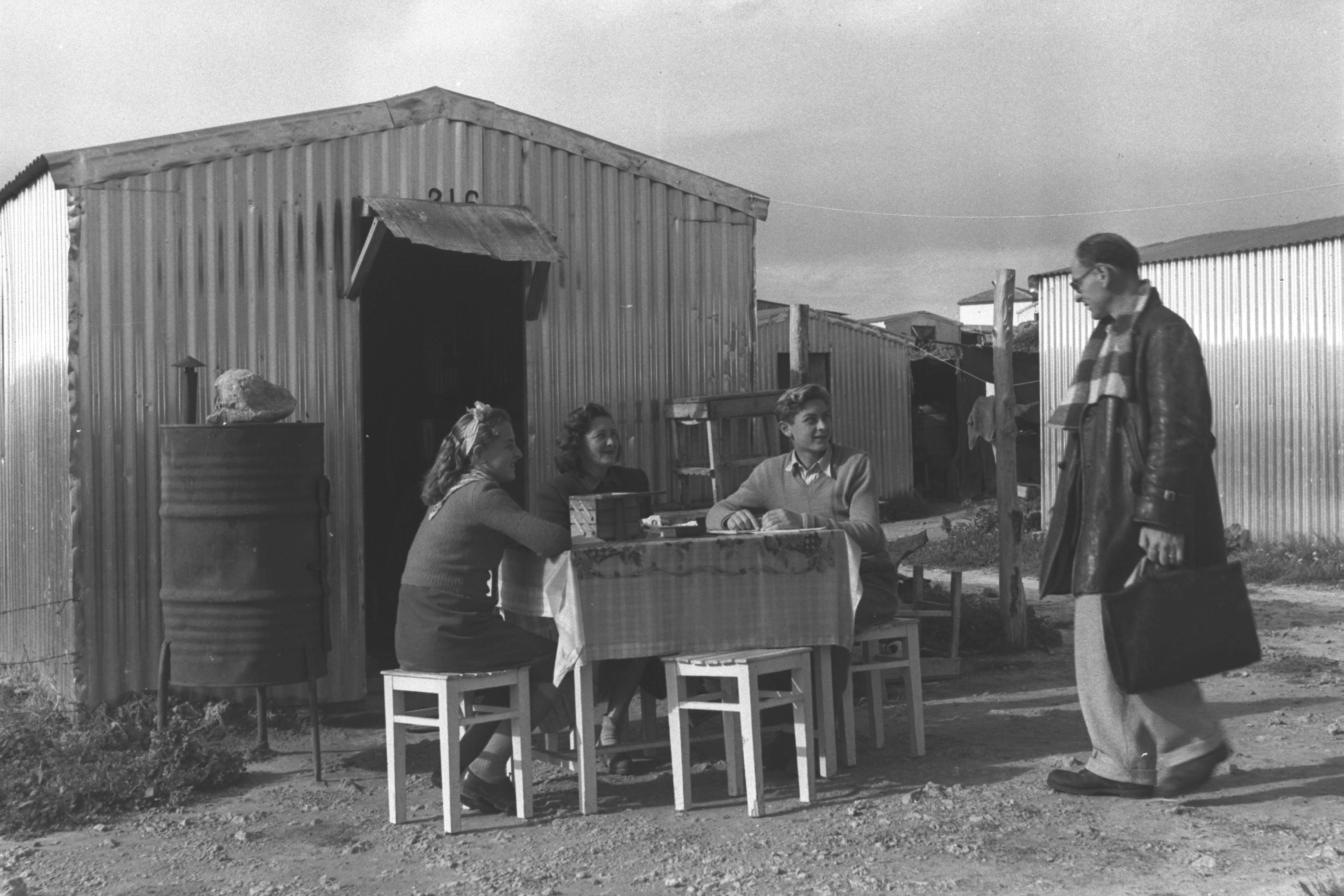
Snímek z ma'bary v Nahariji

Ma'bara (hebrejsky מעברה‎, v pl. מעברות‎, ma'barot) je druh osídlení, které vznikalo v 50. letech 20. století v Izraeli. Jednalo se o přistěhovalecké tábory a provizorní ubytování pro velký příliv nových židovských imigrantů (olim), kteří přišli do nově vzniklého Izraele.
Hebrejské slovo ma'bara je odvozeno od slova ma'avar (hebrejsky מעבר‎, tranzit). Imigranti ubytovaní v ma'barot byli uprchlíci z Evropy a Blízkého východu. Postupem času byly ma'barot přeměněny na vesnice či města nebo byly absorbovány okolními městy. Náhlý příchod více než 130 tisíc iráckých Židů do Izraele počátkem 50. let znamenal, že téměř třetina obyvatel ma'barot byla původem z Iráku. Ke konci roku 1949 žilo v ma'barot na 90 tisíc Židů. Ke konci roku 1951 již ve 125 různých táborech žilo více než 220 tisíc Židů. Obyvatele ma'barot byli ubytováni ve stanech. Přes 80 % z nich pocházelo z Blízkého východu (kvůli židovskému exodu z arabských zemí).
Podmínky v ma'barot byly velmi drsné a mnoho lidí muselo sdílet společná hygienická zařízení. V jedné oblasti bylo dokumentováno, že 350 lidí používalo jednu sprchu a 56 lidí jednu toaletu. V roce 1952 začal počet lidí ubytovaných v ma'barot klesat a poslední ma'barot byly uzavřeny zhruba v roce 1963. Města, která vznikla z ma'barot jsou: Kirjat Šmona, Sderot, Bejt Še'an, Jokne'am, Or Jehuda a Migdal ha-Emek.